# Liiva (Muhu)
Liiva est un village situé sur l'île de Muhu dans le Comté de Saare en Estonie.
Le village fait partie de la commune de Muhu dont c'est le centre administratif et également le village le plus peuplé avec, au 1er janvier 2012, 189 habitants.
Il abrite une église gothique du XIIIe siècle, l'église Sainte-Catherine. A proximité de celle-ci se trouve un presbytère dans lequel  Alexander Schmidt, médecin et physiologiste célèbre pour ses travaux sur la coagulation sanguine, est né en 1831